# Life Peerages Act 1958
Il Life Peerages Act del 1958 (6 & 7 Eliz. 2. c. 21) è un atto del Parlamento del Regno Unito che stabilì gli standard moderni per la creazione di pari a vita da parte del sovrano del Regno Unito

## Sfondo
Questa legge fu approvata durante i governi conservatori del 1957-1964, quando Harold Macmillan era primo ministro. Elisabetta II era salita al trono poco più di cinque anni prima della legge. I conservatori cercarono di introdurre pari a vita per modernizzare la Camera dei Lord, darle maggiore legittimità e rispondere a un calo dei suoi numeri e delle sue presenze.

### Passaggio
Il disegno di legge sui pari a vita fu presentato alla Camera dei Lord il 21 novembre 1957 e la sua seconda lettura ebbe luogo il 3 e il 5 dicembre 1957. La fase di commissione ebbe luogo il 17 e il 18 dicembre 1957. Il disegno di legge fu presentato senza emendamenti e sottoposto a una terza lettura il 30 gennaio 1958.
Alla Camera dei Comuni, la seconda lettura ebbe luogo il 12 e 13 febbraio 1958. Il dibattito sulla seconda lettura fu lungo; il primo giorno di seconda lettura vide 21 discorsi e 29 interruzioni, mentre il secondo giorno conteneva 18 discorsi, con 46 interruzioni. Il partito laburista si oppose al disegno di legge sui pari a vita in seconda lettura: Hugh Gaitskell fece un discorso appassionato contro le proposte, sostenendo una riforma molto più fondamentale come lo smantellamento totale dei Lord o una camera interamente eletta. Alla fine del dibattito, un emendamento dell'opposizione che rifiutava una seconda lettura del disegno di legge fu respinto con 305 voti contro 251. Il disegno di legge ricevette una terza lettura il 2 aprile 1958 con 292 voti contro 241 e ricevette l'assenso reale il 30 aprile 1958. Il primo gruppo di 14 pari a vita fu annunciato il 24 luglio 1958.

## Riepilogo
Prima del Life Peerages Act del 1958, l'appartenenza alla Camera dei Lord era strettamente maschile e basata in modo schiacciante sul possesso di un titolo ereditario. Esistevano alcune eccezioni al principio ereditario, come per i Lord spirituali. L'Atto ha reso possibile ai pari a vita di entrambi i sessi di essere membri dei Lord. I pari a vita sono o baroni (un titolo in vigore fin dal Medioevo; i titolari sono solitamente noti come Lord per tutti tranne che per i documenti più formali) o baronesse (quando sono donne; convenzionalmente scelgono di essere note come "Lady X" o "Baronessa X" come preferito) e sono membri della Camera dei Lord a vita, ma i loro titoli e l'appartenenza alla Camera dei Lord non possono essere ereditati dai loro figli. I pari a vita giudiziari sedevano già nella Camera ai sensi dei termini dell'Appellate Jurisdiction Act del 1876. Il Life Peerages Act aumentò notevolmente la capacità dei primi ministri di modificare la composizione della Camera dei Lord, consentendo la creazione di gruppi di pari a vita anziché di pari ereditari. Ciò ridusse gradualmente il predominio numerico dei pari ereditari.
L'atto consentiva la creazione di pari donne aventi diritto a sedere nella Camera dei Lord. Le prime quattro pari donne furono: Barbara Wootton e Stella Isaacs, che prestarono giuramento il 21 ottobre 1958, e Katharine Elliot e Irene Curzon, che entrarono in carica il giorno successivo.
Un pari a vita viene creato dal sovrano tramite lettere patenti recanti il Gran Sigillo, su consiglio del primo ministro.
Prima che l'atto fosse promulgato, gli ex primi ministri venivano solitamente creati visconti o conti ereditari in riconoscimento del loro servizio pubblico in alte cariche, così come i viceré dell'India e figure militari o di prima linea eccezionali, ad esempio l'ex Segretario di Stato per l'India e prima per l'Aria, il visconte Stansgate e gli ex Presidenti della Camera dei Comuni. L'ultimo primo ministro e l'ultimo non reale a essere creato conte fu per coincidenza uno dei sostenitori dell'atto del 1958, Harold Macmillan, su consiglio di Margaret Thatcher, negli anni '80. Da allora, solo ai membri della famiglia reale sono stati concessi nuovi titoli nobiliari ereditari. Nel 2023, il principe Edoardo, già conte ereditario di Wessex e Forfar, è stato nominato duca di Edimburgo a vita, anche se non ai sensi dell'atto.

## Approvazione storica e modifica della composizione della Camera nel 1999
Nel 1999, durante il dibattito che sancì la rimozione delle funzioni costituzionali della maggior parte dei pari ereditari, il Ministro per gli Affari Costituzionali, Geoff Hoon, dichiarò:
La differenza è, ovviamente, che il partito laburista perse la discussione nel 1958. La riforma prevista dal Life Peerages Act del 1958 fu una riforma di successo in un'unica fase del funzionamento della seconda Camera. La storia ha dimostrato che il partito laburista aveva torto e che i ministri conservatori avevano ragione nel 1958. 
Dopodiché haconcordato con una domanda del collega parlamentare laburista, Mark Fisher, che affermava:
Il Libro Bianco, e tutto ciò che ho sentito dal mio onorevole amico, il Presidente del Consiglio e Leader della Camera dei Comuni, ha dato un impegno assoluto e chiaro per una seconda fase [della riforma dei Lord], preannunciata dalla Commissione Reale.